# Nhà thờ Thánh Benedict ở Praha

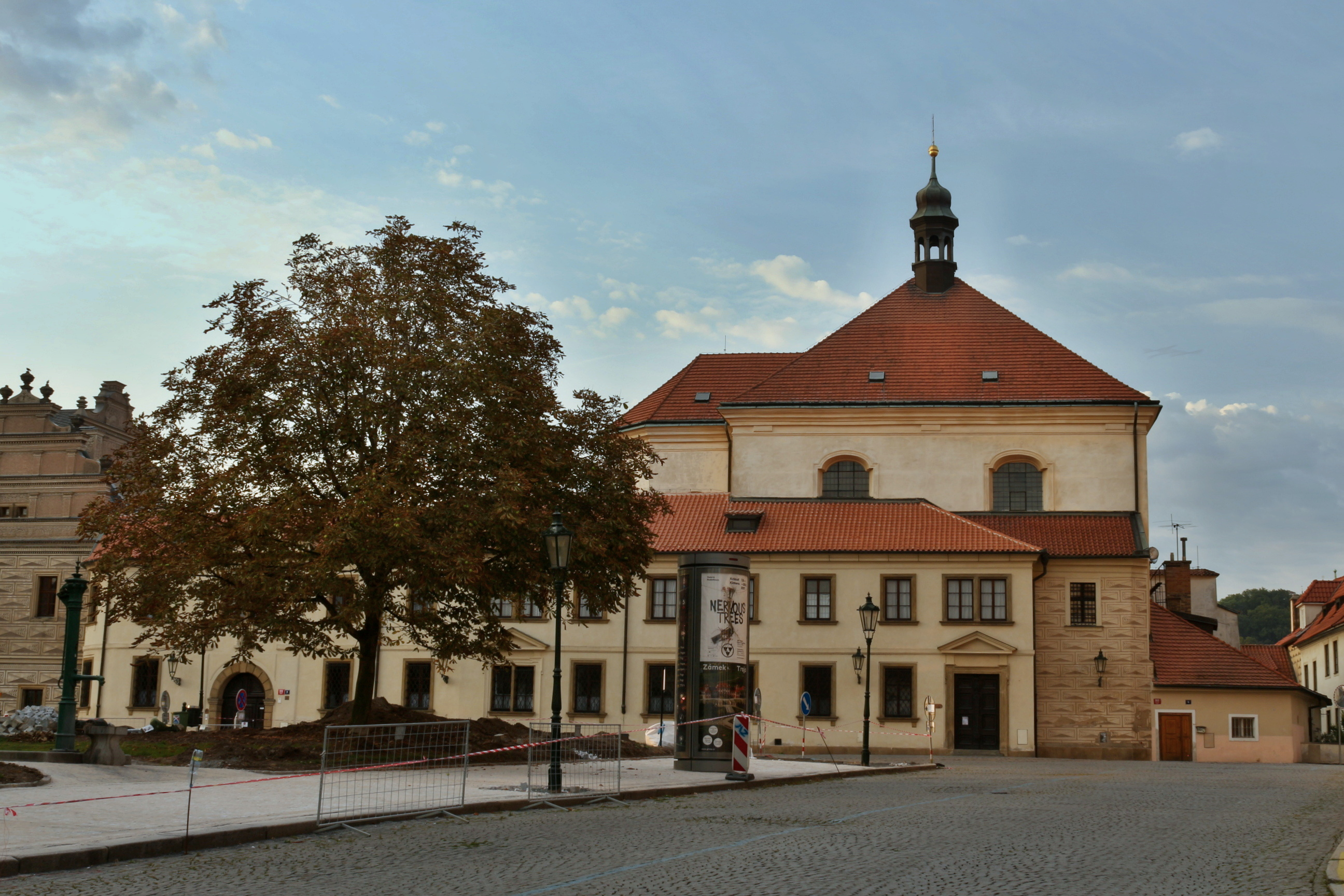
Nhà thờ Thánh Benedict, Praha (2017)

Nhà thờ Thánh Benedict (tiếng Séc: Kostel svatého Benedikta)  là một trong những nhà thờ Công giáo La Mã ở Hradčany, Praha, Cộng hòa Séc. Thánh đường cùng với tu viện Dòng Cát Minh chân trần (Dòng Carmelite Chân trần) nằm ở phía nam của quảng trường Hradčany có tên trong danh sách di tích văn hóa của Cộng hòa Séc.

## Lịch sử

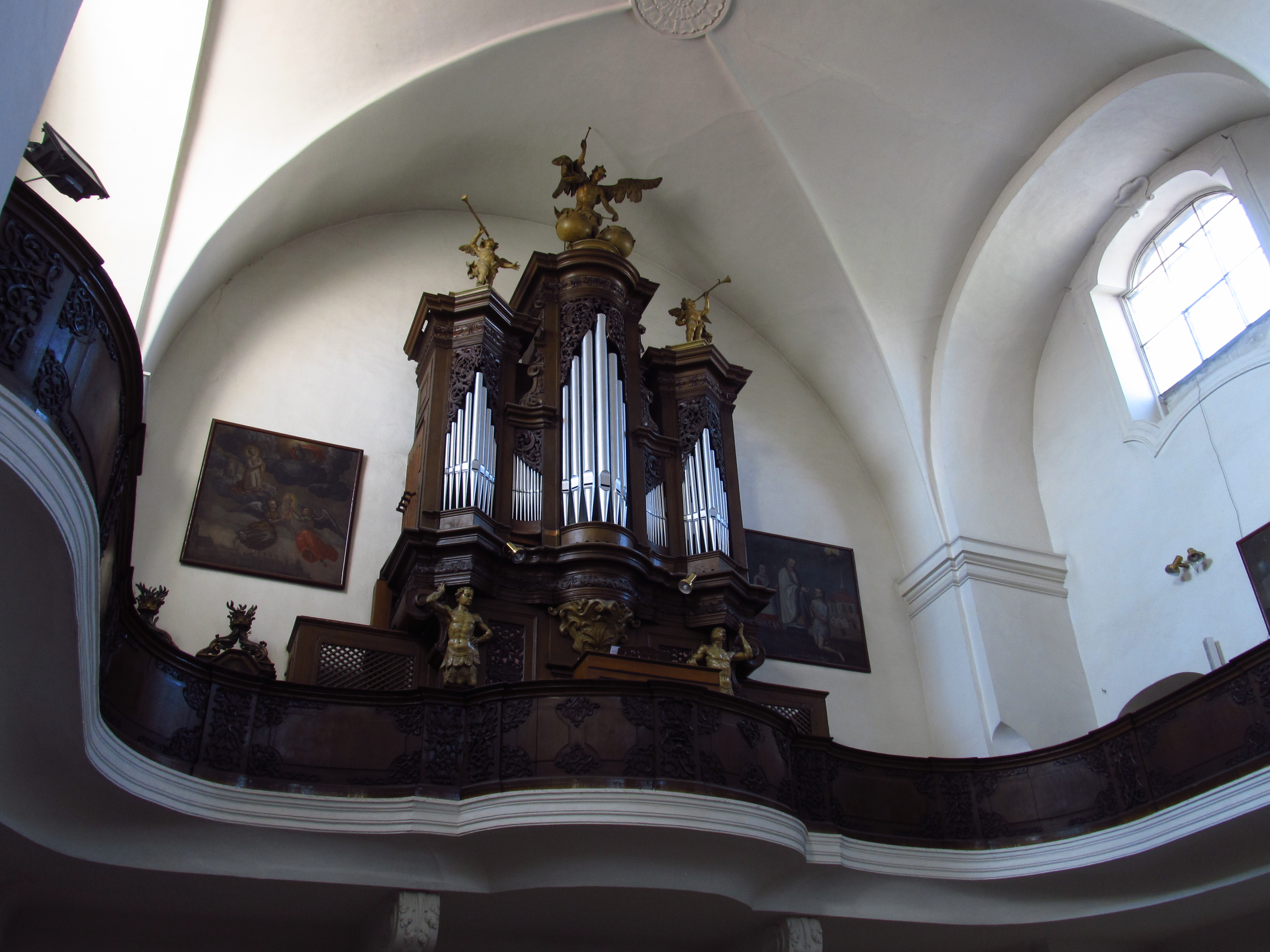
Nội thất (2014)

Nhà thờ Thánh Benedict được nhắc đến lần đầu tiên qua các văn bản lịch sử vào năm 1353. Trong suốt chiều dài lịch sử, nhà thờ được xây dựng lại nhiều lần. Năm 1626, một tu viện Dòng Barnabites được xây dựng ngay bên cạnh Nhà thờ.
Sau khi Hoàng đế Joseph II qua đời, tu viện Dòng Cát Minh Chân trần đổi trụ sở hoạt động từ chỗ ban đầu là nhà thờ Thánh Joseph (Phố nhỏ Praha) sang tu viện gần nhà thờ Thánh Benedict vào năm 1792.
Thánh Mary Elekta (1605–1663) là nhà sáng lập các tu viện Dòng Cát Minh Chân trần ở Praha, bao gồm cả tu viện gần nhà thờ Thánh Benedict ở quảng trường Hradčany. Hiện nay, thi thể Thánh Mary Elekta vẫn còn nguyên vẹn (ướp xác tự nhiên) đang được lưu giữ tại nhà thờ Thánh Benedict ở Praha.